# Central Hockey League 1977/78
Die Saison 1977/78 war die 15. reguläre Saison der Central Hockey League. Die sechs Teams sollten in der regulären Saison je 76 Begegnungen absolvieren, jedoch stellten die Phoenix Roadrunners noch während der laufenden Saison vorzeitig den Spielbetrieb ein. Die Central Hockey League wurde in einer Division ausgespielt. Das punktbeste Team der regulären Saison waren die Fort Worth Texans, die sich ebenfalls in den Finalspielen um den Adams Cup durchsetzten.

## Teamänderungen
Folgende Änderungen wurden vor Beginn der Saison vorgenommen:
- Die Kansas City Blues stellten den Spielbetrieb ein.
- Die Oklahoma City Blazers wurden inaktiv.
- Die Kansas City Red Wings wurden als Expansionsteam in die Liga aufgenommen.
- Die Phoenix Roadrunners wurden als Expansionsteam in die Liga aufgenommen.

## Reguläre Saison

### Abschlusstabellen
Abkürzungen: GP = Spiele, W = Siege, L = Niederlagen, T = Unentschieden, OTL = Niederlage nach Overtime, GF = Erzielte Tore, GA = Gegentore, Pts = Punkte
| Central Hockey League   | GP | W  | L  | OTL | GF  | GA  | Pts |
| ----------------------- | -- | -- | -- | --- | --- | --- | --- |
| Fort Worth Texans       | 76 | 44 | 29 | 3   | 262 | 251 | 91  |
| Salt Lake Golden Eagles | 76 | 42 | 31 | 3   | 283 | 238 | 87  |
| Dallas Black Hawks      | 77 | 38 | 36 | 3   | 284 | 281 | 79  |
| Tulsa Oilers            | 76 | 34 | 39 | 3   | 264 | 273 | 71  |
| Kansas City Red Wings   | 76 | 33 | 40 | 3   | 266 | 257 | 69  |
| Phoenix Roadrunners     | 27 | 4  | 20 | 3   | 75  | 134 | 11  |

## Adams-Cup-Playoffs
|  | Adams-Cup-Halbfinale | Adams-Cup-Halbfinale    | Adams-Cup-Halbfinale |  |  | Adams-Cup-Finale | Adams-Cup-Finale   | Adams-Cup-Finale |
|  |                      |                         |                      |  |  |                  |                    |                  |
|  |                      |                         |                      |  |  |                  |                    |                  |
|  | 1                    | Fort Worth Texans       | 4                    |  |  |                  |                    |                  |
|  | 4                    | Tulsa Oilers            | 3                    |  |  |                  |                    |                  |
|  |                      |                         |                      |  |  | 1                | Fort Worth Texans  | 4                |
|  |                      |                         |                      |  |  | 3                | Dallas Black Hawks | 3                |
|  | 2                    | Salt Lake Golden Eagles | 2                    |  |  |                  |                    |                  |
|  | 3                    | Dallas Black Hawks      | 4                    |  |  |                  |                    |                  |
|  |                      |                         |                      |  |  |                  |                    |                  |